# Rovigo (provins)
Rovigo är en provins i regionen Veneto i Italien. Rovigo är huvudort i provinsen. Vid Wienkongressen 1815 flyttades gränsen mot Kyrkostaten söder ut till floden Po och området blev del av Kungariket Lombardiet-Venetien som 1866 tillföll Kungariket Italien i Pragfreden.

## Administrativ indelning
Provinsen Rovigo är indelad i 50 kommuner. Alla kommuner finns i lista över kommuner i provinsen Rovigo.

## Geografi
Provinsen Rovigo gränsar:
- i norr mot provinserna Verona, Padova och Venezia
- i öst mot Adriatiska havet
- i syd mot provinsen Ferrara
- i väst mot provinsen Mantua

Po gör ett delta nedanför staden Adria och rinner ut i havet som fått sitt namn efter staden, Adriatiska havet. Några få km längre norr ut i provinsen rinner floden Adige också ut i havet efter att ha passerat bland annat Verona på sin väg.